# 미즈호촌 (돗토리현 게타카군)
미즈호촌(瑞穂村)은 돗토리현 게타카군에 있던 촌이다. 